# Stanisław Torecki

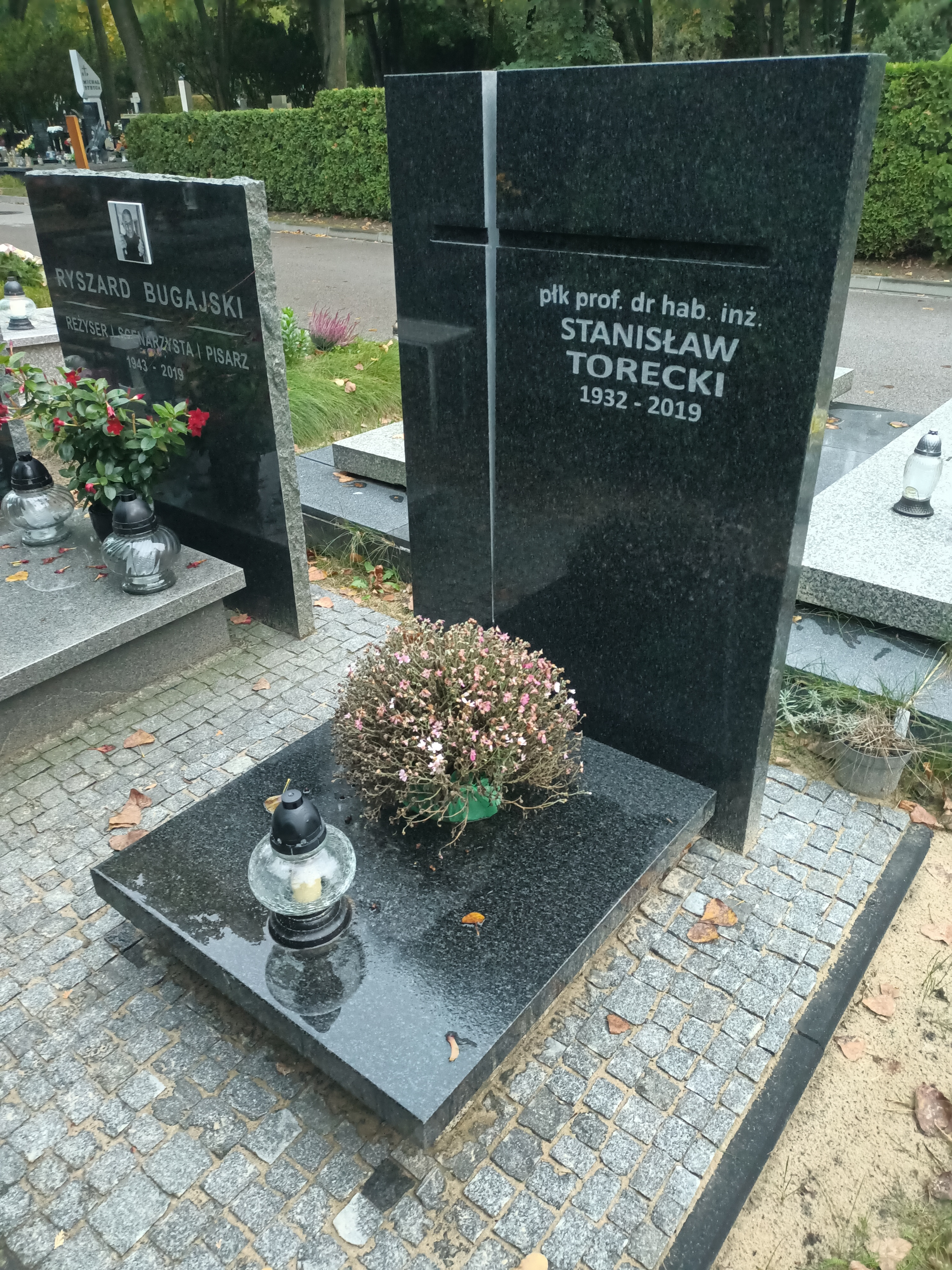
Grób Stanisława Toreckiego na cmentarzu Wojskowym na Powązkach

Stanisław Torecki (ur. 10 listopada 1932 w Tarchałach Wielkich, zm. 20 maja 2019 w Warszawie) – polski uczony, profesor nauk technicznych, nauczyciel akademicki Wojskowej Akademii Technicznej im. Jarosława Dąbrowskiego w Warszawie, specjalności: balistyka wewnętrzna, teoria spalania, wymiana ciepła.

## Życiorys
Syn Jana i Anny. W 1951 rozpoczął studia w Wojskowej Akademii Technicznej, a 1954 został mianowany na pierwszy stopień oficerski. Następnie uzyskał tytuł zawodowy magistra inżyniera, stopnie naukowe doktora (1962) i doktora habilitowanego (1966). W 1980 otrzymał tytuł naukowy profesora nauk technicznych. Prof. Stanisław Torecki całą swoją 52-letnią karierę zawodową związał z WAT-em. Był profesorem w Instytucie Techniki Uzbrojenia w Wydziale Mechatroniki i Lotnictwa Wojskowej Akademii Technicznej im. Jarosława Dąbrowskiego.
Zmarł 20 maja 2019. Został pochowany na Cmentarzu Wojskowym na Powązkach (kwatera G dod.-2-13).

## Publikacje (wybór)
- 1000 słów o broni i balistyce, wyd. 1973 (II-gie 1982)